# Eupelmus konae
Eupelmus konae är en stekelart som beskrevs av William Harris Ashmead 1901. Eupelmus konae ingår i släktet Eupelmus och familjen hoppglanssteklar. Inga underarter finns listade i Catalogue of Life.